# 小行星9626
小行星9626（英語：9626 Stanley）是一颗围绕太阳公转的小行星。1993年5月14日，天文学家艾瑞克·怀特·埃尔斯特在拉西拉天文台发现了此天体。
这颗小行星的绝对星等为49.73028等。